# Choroplethenkarte

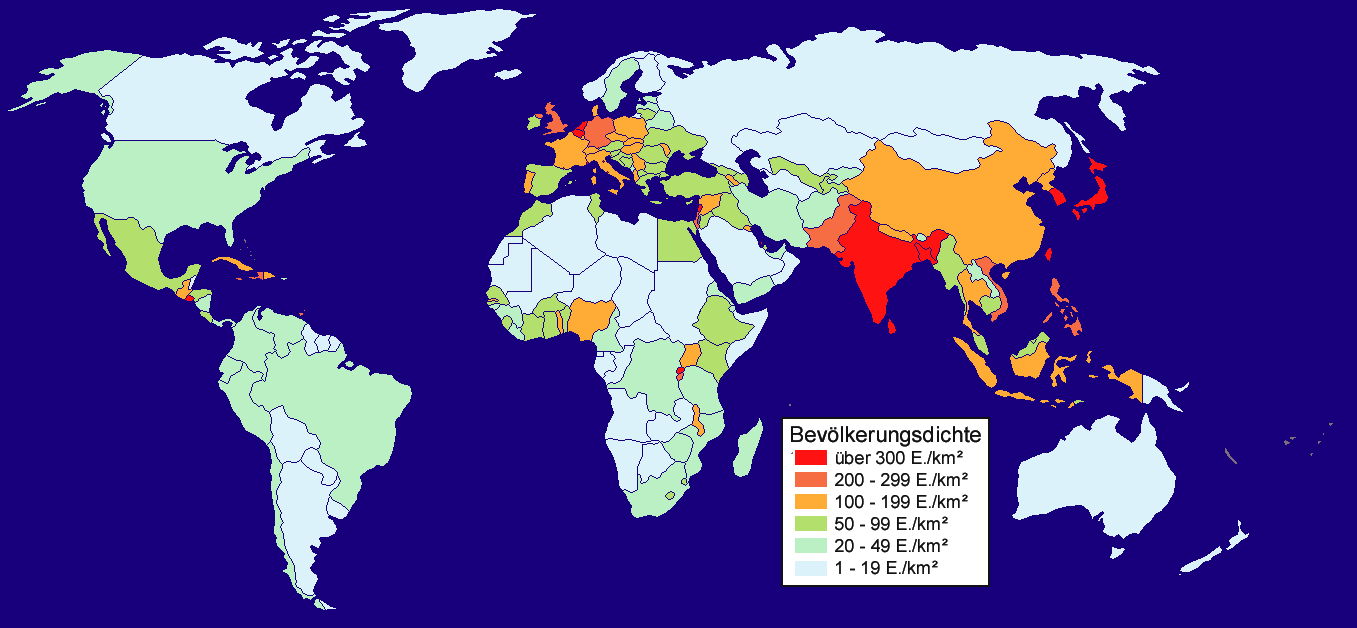
Choroplethenkarte zur Bevölkerungsdichte

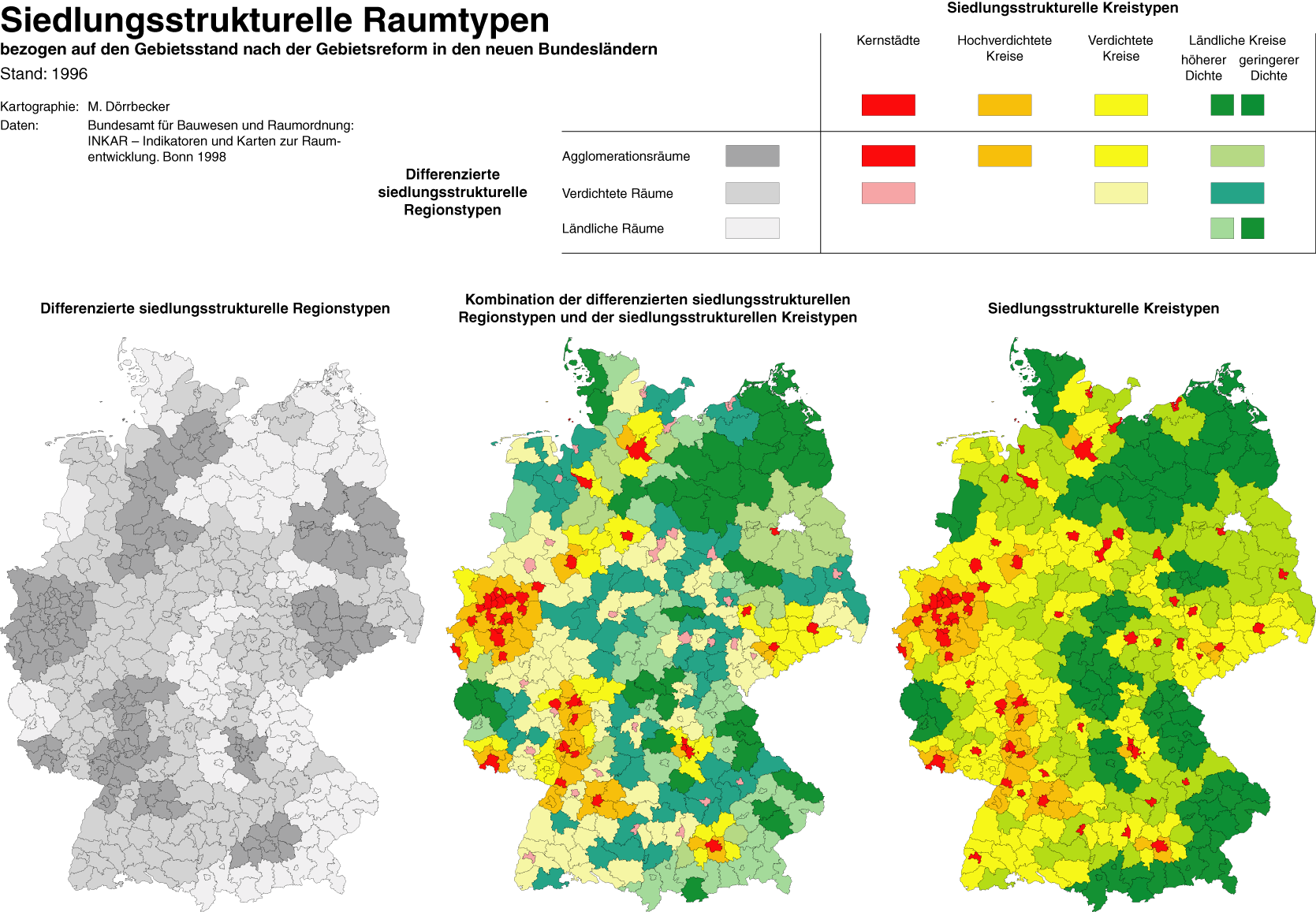
Choroplethenkarte zur Raumordnung

Eine Choroplethenkarte (altgr. χῶρος choros ‚Ort‘ und πλῆθος plethos ‚Vielzahl‘), auch Flächenkartogramm oder Flächenwertstufenkarte, ist eine thematische Karte, bei der die Gebiete im Verhältnis zur Verteilungsdichte des thematischen Objektes eingefärbt, schattiert, gepunktet oder schraffiert sind. Die Flächen einheitlich zugeordneter gleicher Werte werden scharf voneinander abgegrenzt. Choroplethenkarten bedienen
sich in der Regel einer flächentreuen Kartengrundlage. Sie vermitteln z. B. ein Bild der von Bevölkerungsrückgang, hohen Mietpreisen oder Arbeitslosigkeit betroffenen Flächen.
Dies dient der Darstellung flächenbezogener ordinalskaliger oder gestufter quantitativer Daten. Die von den Flächen dargestellten Sachdaten beziehen sich nicht auf einen einzelnen Ort, sondern mehr oder weniger weit gefasste Flächen wie z. B. Staaten, Bundesländer, Gemeinden, Wahlbezirke oder andere statistische Raumbezugseinheiten.
Die Choroplethen-Darstellung kann bei falscher Wahl der Bezugsflächen wegen der meist starren Aufteilung in feste Untereinheiten Fehler erzeugen. Dies betrifft etwa scharfe, nicht mit den vorgegebenen Grenzen zusammenfallende Schwankungen der Verteilungsdichte. Diesen Nachteil kann die asymmetrische Kartierung ausgleichen, indem sie ihre Untereinheiten an die vorliegenden Daten anpasst und Gebiete mit ähnlichen Eigenschaften zusammenfasst.

## Echte und unechte Flächen
Bei der Choroplethenkarte unterscheidet man echte und unechte Flächen. In echten Flächen gilt die von der Karte gezeigte Eigenschaft tatsächlich überall in diesem Gebiet. Dies kann z. B. eine Währung sein, die innerhalb dieser Fläche überall die gültige Währung darstellt. Die Eigenschaft, die eine unechte Fläche darstellt, gilt dagegen nicht überall in der Fläche. Als Beispiel kann man die Religionszugehörigkeit in Staaten betrachten: Erstellt man eine Karte, die für eine Fläche die Religion zeigt, die am meisten in dieser vertreten ist, gilt dies zwar für die meisten der Bewohner, jedoch nicht für alle.